# San Francisco (Huércal-Overa)
San Francisco is een kleine deelgemeente van de stad Huércal-Overa in het noordoosten van de provincie Almería, in de Spaanse regio Andalusië. San Francisco telt 166 inwoners en beschikt onder meer over een lagere school en een nieuwe brandweerkazerne (Huércal-Overa).

## Geografie
San Francisco is gelegen langs de verbindingsweg A-350 tussen Huércal-Overa en Pulpí. Het ligt op een hoogte van 320m (gelegen op de heuvel van San Francisco, een uitloper van de Sierra de Almagro).